# Орландо Летельєр
Маркос Орландо Летельєр дель Солар (ісп. Marcos Orlando Letelier del Solar, 13 квітня 1932, Темуко, Чилі — 21 вересня 1976, Вашингтон, США) — чилійський економіст і дипломат, Міністр закордонних справ Чилі і міністр внутрішніх справ Чилі в уряді Сальвадор Альєнде.

## Життєпис
Закінчив юридичний факультет Чилійського університету. В студентські роки розпочав займатися політичною діяльністю.
У 1955—1959 рр. — аналітик, радник Мідного департаменту при уряді, був звільнений в результаті реструктуризації, проте це було сприйнято громадськістю як звільнення за політичні переконання. У тому ж році вступає до Чилійської соціалістичної партії.
Після весілля разом з сім'єю вирушає до Венесуели, де працює як консультант по мідній промисловості при Міністерстві фінансів. Потім працює старшим економістом та директором кредитного відділу Inter-American Development Bank. Також був консультантом ООН при створенні Азійського банку розвитку.
У 1971—1973 рр. — посол у США. На цій посаді відстоював позицію уряду країни, який в 1971 р. домігся прийняття закону про націоналізацію мідної промисловості. З 1973 року — обіймав посади міністра закордонних справ, внутрішніх справ і міністра оборони Чилі.
В результаті військового перевороту 11 вересня 1973 був заарештований одним з перших керівників країни. Перебуваючи в ув'язненні в концентраційному таборі, на острові Доусон в Магеллановій протоці, а потім — в підвалі військової академії і Військово-повітряних сил в Вальпараїсо, неодноразово піддавався тортурам. Був звільнений під тиском міжнародної громадськості.
З 1975 року працював у США науковим співробітником Інституту політичних досліджень (IPS), співпрацював з рядом інших «лівих» американських і європейських наукових центрів. Вів активну діяльність, спрямовану проти режиму генерала Піночета, активно лобіюючи рішення про ненадання йому кредитів з боку європейських держав. У вересні 1976 був позбавлений чилійського громадянства.
21 вересня 1976 був убитий разом зі своєю секретаркою Ронні Моффітт (її чоловік дістав поранення, але вижив) агентами таємної поліції Піночета у Вашингтоні в ході операції «Кондор».
У фільмі «Кентаври» 1979 року, заснованому на подіях чилійського перевороту 1973 року, головний герой, директор бюро розслідувань, мав ім'я Орландо.